# Scrambling (militær)
I militær luftfart betyder den engelske betegnelse scrambling på dansk "sende op". Det er handlingen med hurtigt at mobilisere militærfly, såsom jagerfly. Scrambling kan være en reaktion på en umiddelbar trussel, normalt for at opsnappe fjendtlige fly.